# سديم البحيرة

صورة لسديم البحيرة

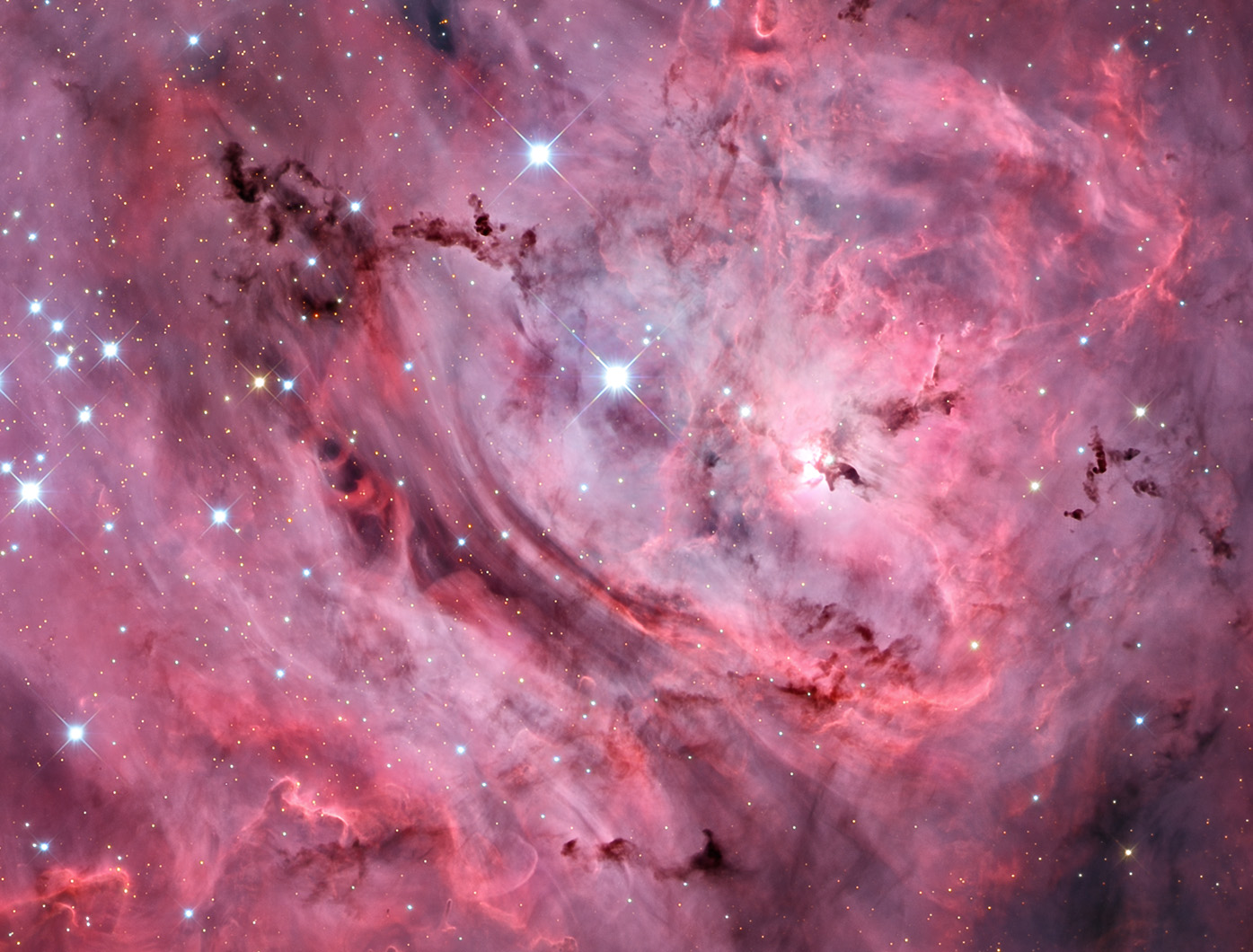
مسييه 8

سديم البحيرة M8 أو سديم البحيرة الشاطئة أو سديم اللاجون و يعرف بشكل عام بأسم «سديم البحيرة» و هو عبارة عن سحابة غازية يقع في كوكبة القوس و يبلغ مقدار إضاءتها 4.6+ قدر ظاهري من خلال النجوم التي بداخلها و يبلغ قطر هذا السديم 110 سنة ضوئية و يبعد عن الأرض بمسافة 4100 سنة ضوئية. و يمكن أعتبارها «دار حضانة للنجوم» حيث أن العديد من النجوم الجديدة تتشكل في هذا السديم و التي تنشأ من سحابة عظيمة من الغاز.
سديم البحيرة مسجل في الفهرس العام الجديد و يتحوي على عنقود نجمي مفنتوح أسمه NGC 6523

## الأكتشاف و سبب التسمية
اكتشف عالم الفلك الإيطالي جيوفاني باتيستا هوديرنا مسييه قبل عام 1654. و أدرج هوديرنا السديم في المرتبة رقم في الكتالوج الخاص به. و أكتشف عالم الفلك الإنجليزي جون فلامستيد هذا الجسم بشكل مستقل حوالي عام 1680 و أضافه برقم 2446 في كتالوجه الخاص. و في عام 1746 حل عالم الفلك السويسري جان فيليب دى تشيزو بعض النجوم في مسييه 8 و صنّفها على أنها عنقود. و في العام التالي ، لاحظ عالم الفلك الفرنسي غيلوم لي جنتيل كُلاً من سديم البحيرة و العنقود المرتبط به. في مذكراته الخاصة , و الغبار النجمي للسديم على شكل بحيرة يُرى على يسار مركز العنقود هو ما أكسب سديم البحيرة أسمه. الأمتداد الخافت للسديم إلى الشرق ، و الذي يمتد لحوالي 25 سنة ضوئية ، له تسميته الخاصة في فهرس السدم وعناقيد النجوم حيث يسمى بأسم IC 4678.

## الخصائص
مثل العديد من السدم ، يظهر سديم البحيرة باللون الوردي في الصور الملونة بالتعرض للوقت و لكنها رمادية للعين من خلال المناظير أو التلسكوب ، و كما نعلم أن رؤية الإنسان لها حساسية ضعيفة للألوان عند مستويات الإضاءة المنخفضة. يحتوي السديم على عدد من كريات بوك (غيوم مظلمة منهارة من مادة أولية) ، و التي تم تصنيف أبرزها بواسطة إدوارد إيمرسون برنارد لثلاث فئات و هم B88 و B89 و B296. و يشمل أيضاً قمعاً يشبه القمع أو إعصاراً يشبه الهيكل الناتج عن نجم ساخن من النوع O ينبعث منه ضوء فوق بنفسجي و غازات تسخين و غاز مؤين على سطح السديم. و يحتوي سديم البحيرة أيضاً في وسطه على هيكل يُعرف بأسم سديم الساعة الرملية (سُمي بهذا الأسم من قِبل عالم الفلك الأنكليزي جون هيرشل ) ، و هناك من يلخلط بين سديم البحيرة و بين سديم الساعة الرملية المنقوش المعروف في كوكبة ممسك الأعنة . و في عام 2006 ، تم أكتشاف أربعة أجسام هيربج - هارو داخل سديم الساعة الرملية ، مما يوفر دليلاً مباشراً على تكوّن النجوم النشطة عن طريق التراكم داخلها.

## اقرأ أيضاً
- علم الفلك للأشعة السينية
- سديم الساعة الرملية
- سديم الإسكيمو
- نجم
- مجرة
- قزم أبيض
- عملاق أحمر
- الانفجار العظيم
- خط زمني للانفجار العظيم
- نجم نيوتروني
- ثقب أسود
- كويكبات